# ألبرت شتال
ألبرت شتال (بالرومانية: Albert Stahl) هو لاعب كرة قدم روماني، ولد في 11 يناير 1999 في أراد في رومانيا. لعب مع نادي أسترا جورجو ويو تي أي أراد.

## وصلات خارجية
- ألبرت شتال على موقع قاعدة بيانات كرة القدم.إي يو (الإنجليزية)
- ألبرت شتال على موقع Soccerway.com (الإنجليزية)